# Лазарев, Иван Лазаревич
Ива́н Ла́заревич Ла́зарев (арм. Յովհաննէս Աղազարի Լազարեան, Ованес Агазарович (Лазаревич) Лазарян; 23 ноября 1735, Новая Джульфа — 24 октября 1801, Санкт-Петербург) — один из богатейших людей екатерининской эпохи, придворный ювелир с 1764 года. Выкупил у Строгановых ряд заводов в Пермской губернии. Строитель Ропшинского дворца, владелец усадьбы Фряново, инициатор возведения на Невском проспекте армянской церкви Святой Екатерины. Граф (1788), представитель армянских Лазаревых.

## Биография

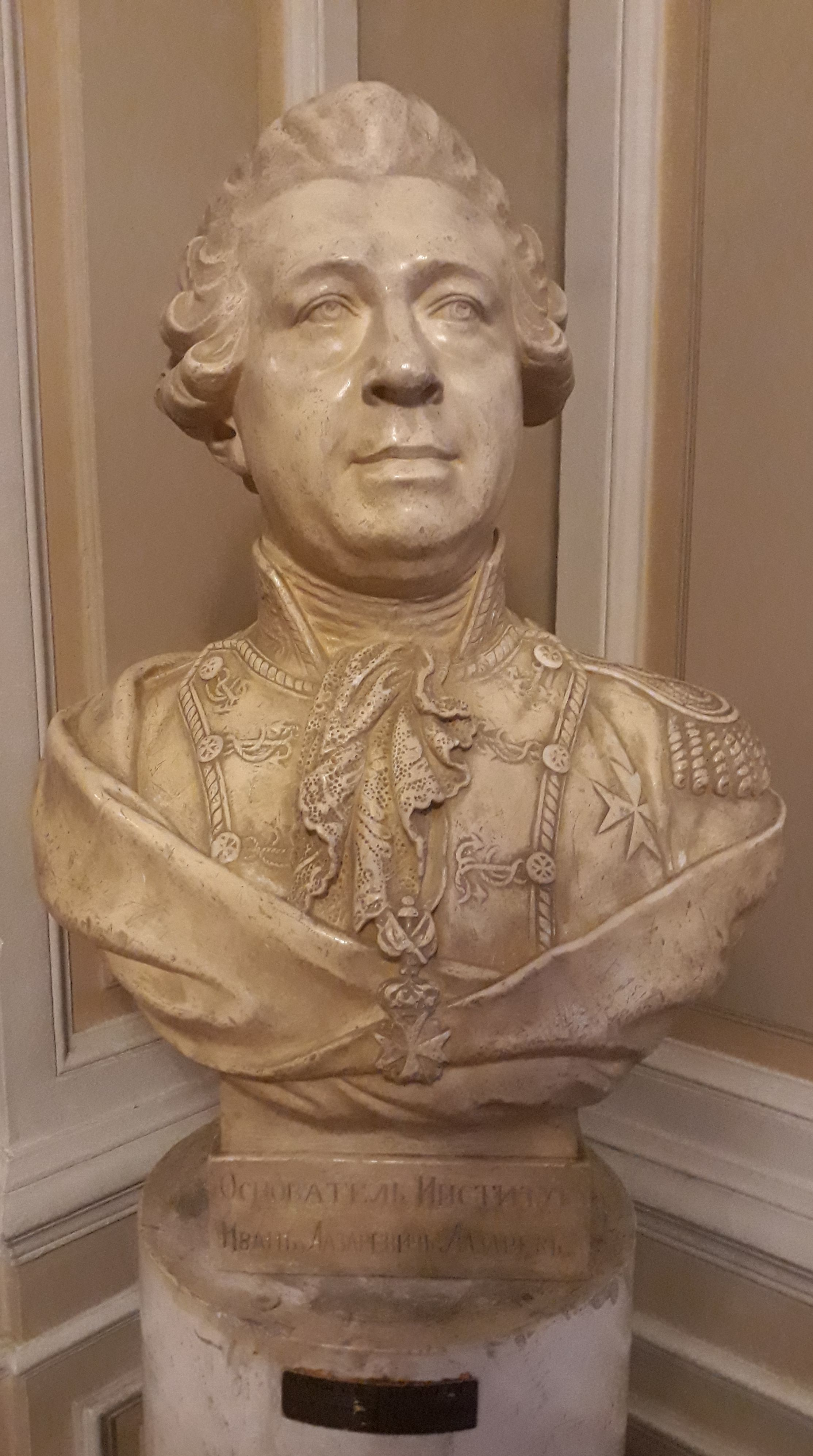
Бюст Лазарева.
Киевская картинная галерея

Отец Ивана Лазаревича — Лазарь (Агазар) Назарович Лазарян (1700—1782) — был родом из персидского города Новой Джульфы. После приезда в Россию он занимался многими делами, в том числе и торговлей драгоценными камнями (подробнее см. Армянские Лазаревы). Иван переехал из Москвы в Санкт-Петербург, где быстро начал преуспевать.
В 1774 году назначен императрицей Екатериной II советником по восточным делам, затем советником Государственного банка России.
Добился разрешения на открытие армянского православного храма и на свои деньги построил церковь Св. Екатерины на Невском пр., 40 в Петербурге.
Строитель уральских металлургических заводов — чугуноплавильного, железоделательного, медеплавильного. В 1800-е годы созданная им горнозаводская система была основным поставщиком металла в стране. Принимал участие в подготовке проекта воссоздания армянского государства под покровительством России.
Доска с эпитафией перенесена из Воскресенской церкви на Смоленское армянское кладбище (справа от скульптурного памятника).

### Алмаз «Орлов»
Имя Лазарева связано с самым крупным алмазом Российской империи. После гибели Надир-шаха в 1747 г. алмаз «Дерианур» был украден из его трона. Сменив несколько владельцев, в 1768 г. алмаз попадает к джульфинскому купцу армянину Григорию Шафрасу, который кладет алмаз в банк в Амстердаме. Так появляется алмаз «Амстердам». Через некоторое время, в 1773 г., Шафрас продает алмаз племяннику своей жены, который оказывается придворным ювелиром Иваном Лазаревым — появляется алмаз «Лазарев».
Практически сразу, в том же 1773 г., алмаз приобретает у Лазарева граф Орлов и дарит его Екатерине II. С тех пор он носит имя «Орлов». Скорее всего, Орлов был просто посредником, а настоящим покупателем была сама Екатерина, которой не пристало покупать за казённые деньги камни с сомнительной репутацией. Екатерина распорядилась вделать алмаз в царский скипетр, а в 1774 г. Лазареву была пожалована дворянская грамота.

### Меценатская и строительная деятельность
Иван Лазарев владел Ропшинским имением (которое полностью перестроил), несколькими крупными заводами в Пермской губернии, являлся одним из крупнейших землевладельцев (830 тысяч десятин). Завещал часть состояния на устройство училища для бедных армянских детей (будущий Лазаревский институт восточных языков в Москве) — в своем завещании он предписывал брату и наследнику Иоакиму (Екиму) Лазареву внести в Московский опекунский совет 200 тысяч рублей ассигнациями, дабы «имеющею составиться из процентов значительною суммою соорудить со временем приличное здание для воспитания и обучения бедных детей из армянской нации».
Был заказчиком церкви Иоанна Предтечи (тезоименитного святого) в поселке Фряново и вместе с братьями следующих армянских церквей в обеих столицах:
- Армянская церковь Святой Екатерины (Санкт-Петербург)
- Крестовоздвиженская церковь (Москва)

## Участие в восточной политике России

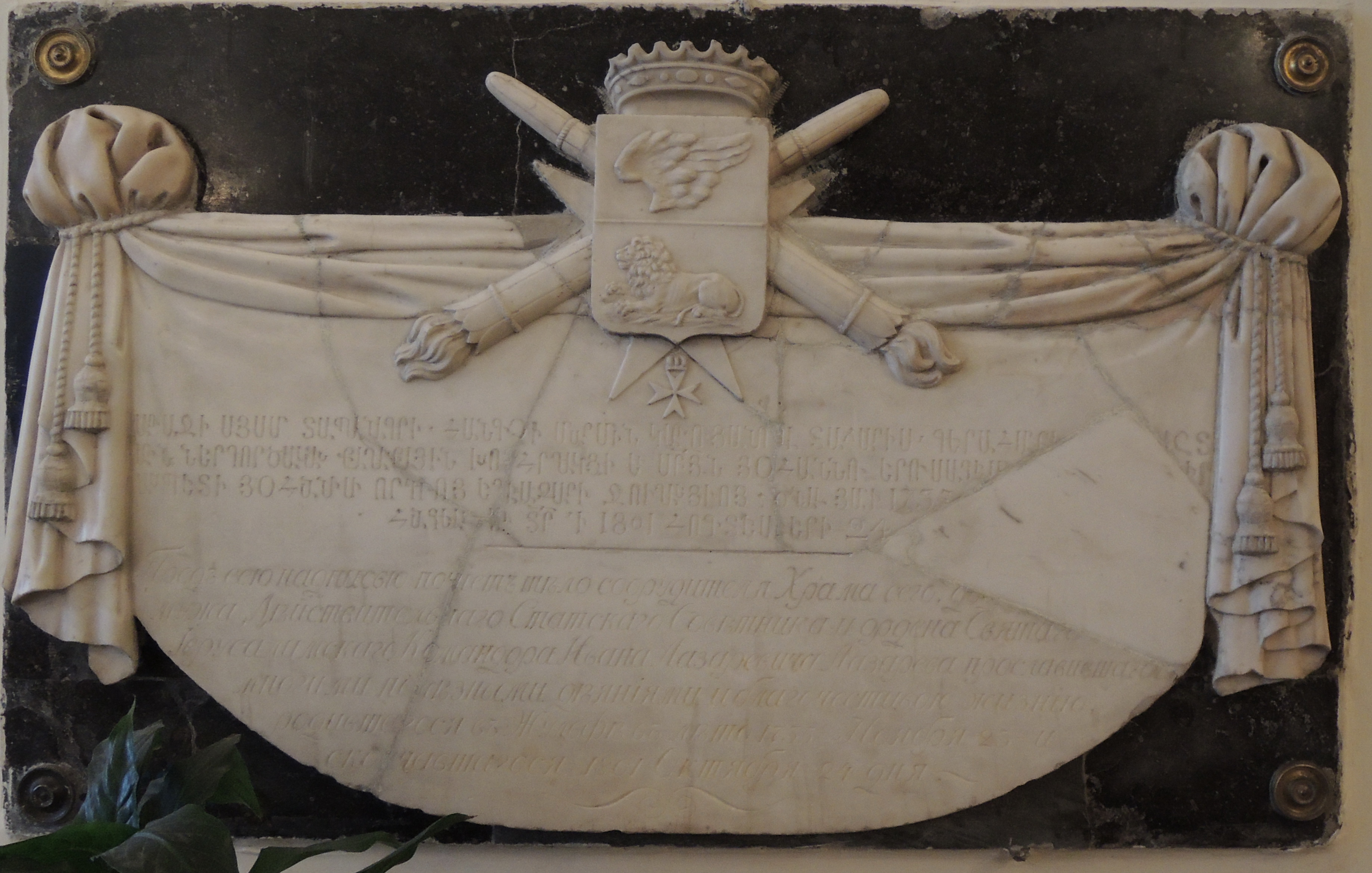
Надгробная плита

Вместе с духовным предводителем российских армян князем архиепископом Иосифом Аргутинским-Долгоруким Лазарев принимал участие в разработке проектов воссоздания под покровительством России Армянского царства. К советам И. Л. Лазарева прислушивались, особенно при решении вопросов восточной политики.
И. Аргутинский и И. Л. Лазарев разработали проект заселения армянами земель на Северном Кавказе и в Крыму, незадолго до этого присоединенных к Российской империи. Проект был в большей части одобрен и поддержан правительством.
И. Л. Лазарев содействовал поселению в России тысяч армян и основанию городов Григориополь и Новая Нахичевань, учредил многие благотворительные и учебные заведения для детей переселенцев. Переселение в Россию десятков тысяч армян, их обустройство, развитие просвещения, духовности и культуры среди переселенцев в значительной мере проводились по его инициативе и под его руководством.
В 1774 году Екатерина II жалует роду Лазаревых дворянство, а самого Ивана Лазарева назначает советником по восточным делам. В 1787—1791 году во время русско-турецкой войны И. Л. Лазарев был политическим советником командующего русской армией генерал-фельдмаршала Г. А. Потемкина. После заключения Ясского мирного договора помогал переселению армян с турецких земель в Россию.
Последние годы жизни И. Л. Лазарева были отмечены его щедрой широкой помощью многим армянским благотворительным заведениям, монастырям и обществам Астрахани, Нахичевани на Дону, Григориополя, Моздока, Кизляра, Тифлиса и других городов.
И. Л. Лазарев умер 20 (по другим данным — 24) октября 1801 года. Единственный сын от брака с Екатериной Мирзахановой (1750—1819), по имени Артемий (1768—1791), адъютант у князя Потёмкина, умер за 10 лет до отца. Больше детей не было.

## Примечания

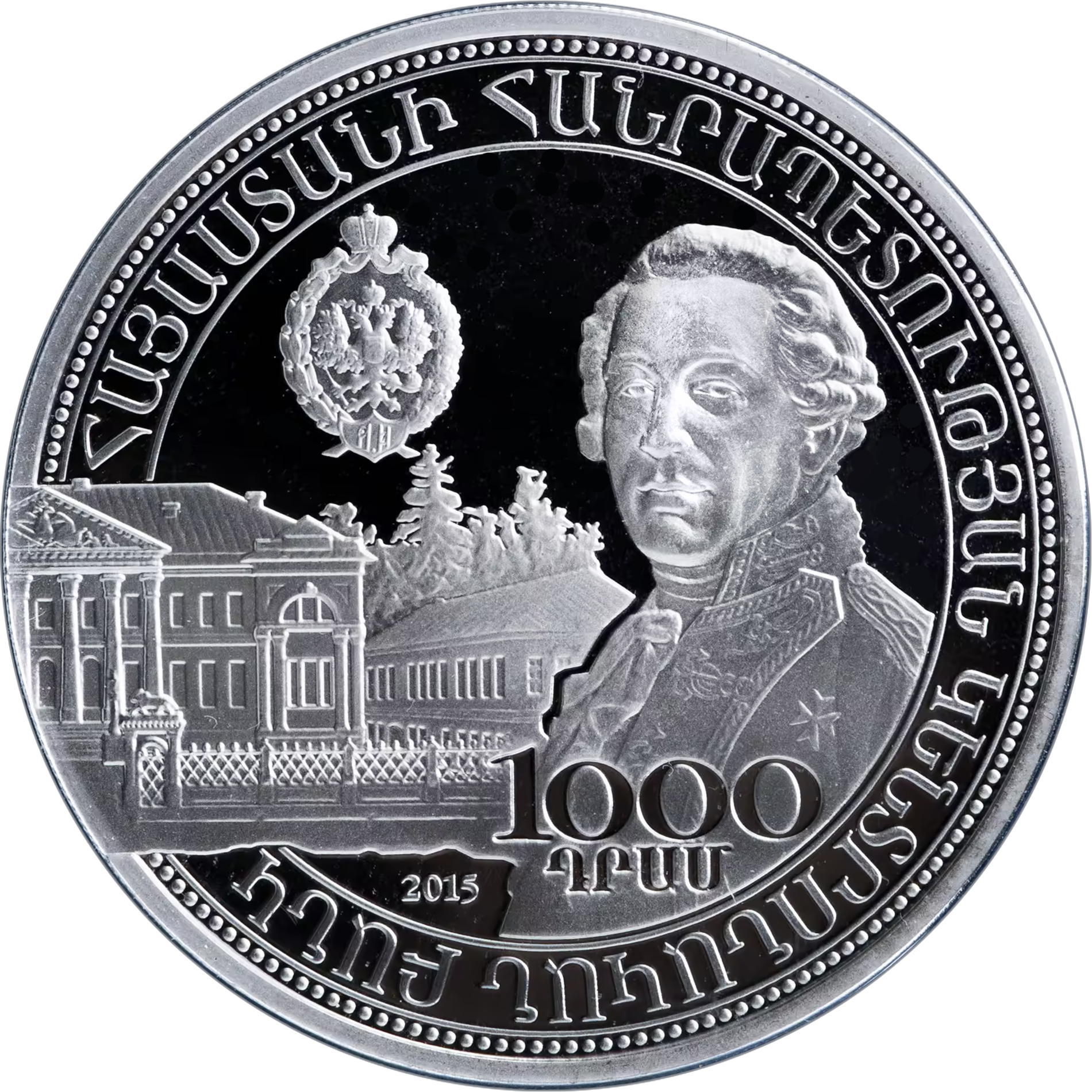
Монета в 1000 драм